# Crocus City Hall
Pour les articles homonymes, voir Crocus (homonymie).
Le Crocus City Hall (en russe : Кро́кус-Си́ти-холл, Krokous-Siti-Kholl) est une salle de concert et de spectacles située à l'est de Krasnogorsk, dans la banlieue nord-ouest de Moscou, en Russie, enserré dans un méandre de la Moskova. 
Elle se trouve au sein d'un très grand complexe nommé Crocus City (en russe : Крокус-Сити) comportant un parc des expositions (Crocus Expo), un grand centre commercial (Crocus City Mall), un aquarium nommé "Océanarium", un complexe d'affaires et de divertissements appelé Vegas City Hall et plusieurs restaurants et hôtels et d'autres installations. La station de métro moscovite Miakinino est située sur le territoire du complexe et fait aussi partie du holding Crocus Group, propriété de l'homme d'affaires azéri Aras Agalarov (en).

## Histoire

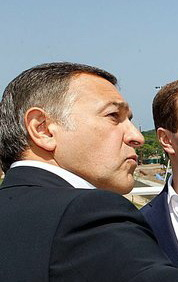
Aras Agalarov.

La salle de concert du Crocus City Hall a été inaugurée par le  milliardaire azéri Aras Agalarov (en) (alors beau-père de la fille du président de l'Azerbaïdjan, Ilham Aliyev) le 25 octobre 2009,. Elle porte officiellement le nom du chanteur azéri Muslim Magomayev.
Le 9 novembre 2013, le lieu héberge le concours de beauté Miss Univers 2013. Le futur président des États-Unis Donald Trump y assiste et rencontre Aras Agalarov.

### Attentat du22 mars 2024
Le 22 mars 2024, quelques minutes avant le début d'un concert du groupe de rock Piknik, un attentat est perpétré par quatre hommes armés. Le bilan provisoire de l'attaque est de 144 morts et 551 blessés. Une partie de l'enceinte subit également un incendie qui provoque l'effondrement de la toiture, probablement dû à des grenades. En fin de soirée, l'État islamique revendique l'attaque.

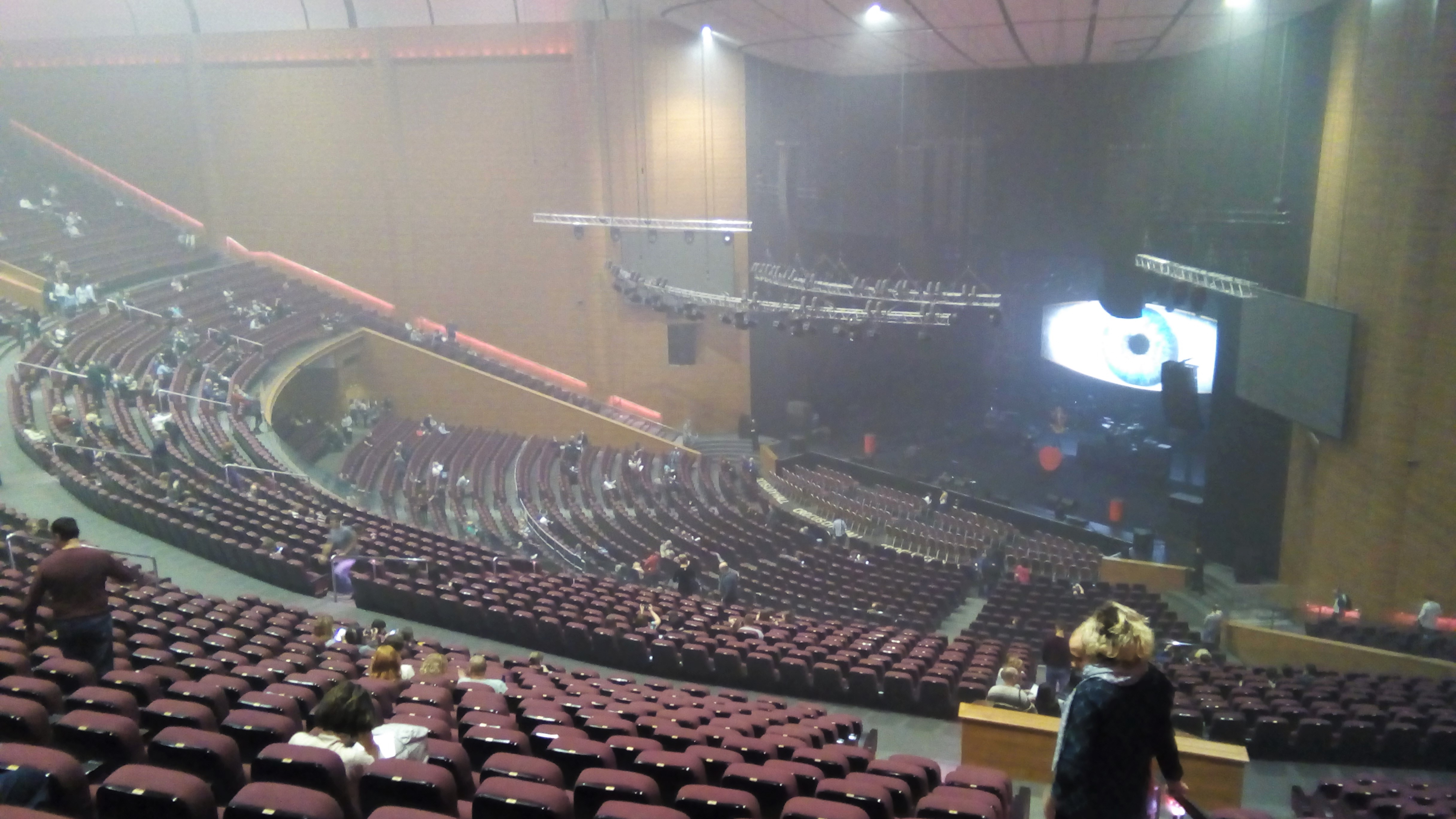
L'intérieur en 2019.
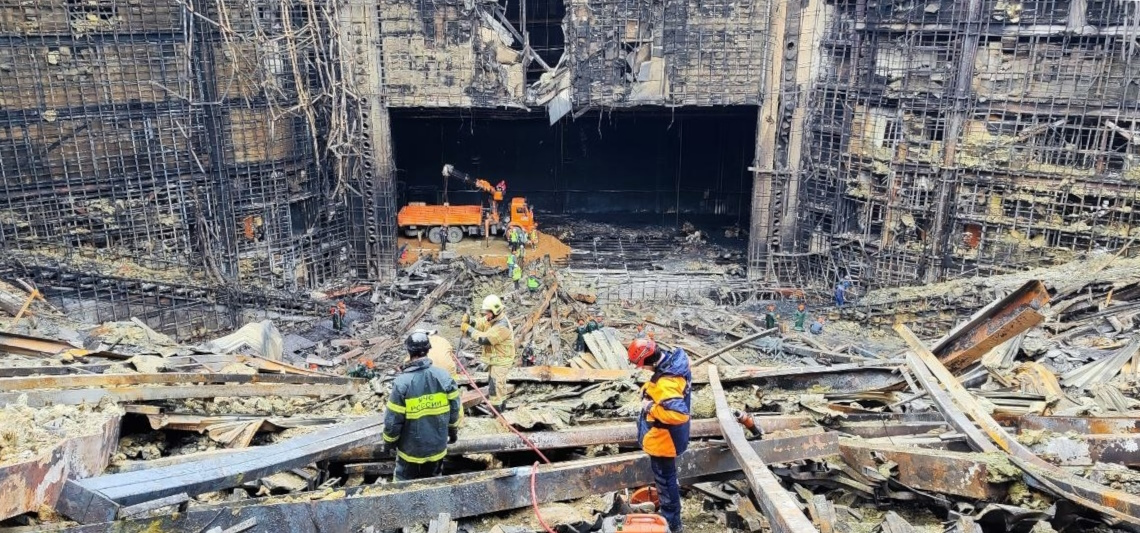
Après l'attentat terroriste de 2024.

Le 24 mars 2024, les dirigeants annoncent que la partie du bâtiment endommagé, y compris la grande salle de spectacle, sera reconstruite.